# Царете на хаоса
„Царете на хаоса“ (на английски: The Dukes of Hazzard) е американска екшън комедия от 2005 г. на режисьора Джей Чандрасекхар, свободно базиран на едноименния телевизионен сериал. Във филма участват Джони Ноксвил, Шон Уилям Скот, Джесика Симпсън (в нейния филмов дебют), Бърт Рейнолдс, Джо Дон Бейкър, Линда Картър и Уили Нелсън. Филмът излиза на 5 август 2005 г. от Уорнър Брос Пикчърс. Филмът е последван от прелюдията „Царете на хаоса: Началото“ (2007).